# لاله شوکت
لاله شوکت (ترکی آذربایجانی: Lalə Şövkət؛ زادهٔ ۷ نوامبر ۱۹۵۱) سیاست‌مدار اهل کشور جمهوری آذربایجان است.